# Lappvargspindel
Lappvargspindel (Pardosa lapponica) är en spindelart som först beskrevs av Tord Tamerlan Teodor Thorell 1872.  Lappvargspindel ingår i släktet Pardosa och familjen vargspindlar. Arten är reproducerande i Sverige. Inga underarter finns listade i Catalogue of Life.